# SHOOT BOXING S-cup 65kg 世界 TOURNAMENT 2018
SHOOT BOXING S-cup 65kg 世界 TOURNAMENT 2018（シュートボクシングエスカップ65キログラム世界トーナメント2018）は、シュートボクシングの大会の一つ。2018年11月18日、東京都墨田区横網の両国国技館で開催された。

## 大会概要
65kgの世界トーナメントを開催。
2016年世界トーナメント覇者ザカリア・ゾウガリー オランダ、同年9月大会で海人の連勝記録をストップさせたチャムアトーン・ファイタームエタイ タイ両選手共に、怪我のため欠場。トーナメントの契約体重は65kg。
シュートボクシングの男子エース海人が、1回戦でチョ・ギョンジェ 韓国、準決勝で健太 日本、決勝でUMA 日本全てKOで下し、優勝。王者となった。
6月10日東京・後楽園ホールにて開催されたSHOOT BOXING 2018 act.3より行われてきた、SB日本スーパーバンタム級王座決定トーナメントの決勝戦では、植山征紀がTKOで笠原友希を下し、優勝。王者となった。

## 試合結果

### オープニングマッチ
オープニングファイト1 58.0kg契約 セミプロマッチルール 2分3R延長1R
○  山田虎矢太 vs.  横田凛太郎 ×
2R 1分18秒終了 KO（3ノックダウン）
オープニングファイト2 フェザー級（57.5kg） エキスパートクラス特別ルール 3分3R延長無制限R
×  日本 手塚翔太 vs.  日本 魁斗 ○
3R終了 判定3-0（30-28、30-27、30-27）

### 本戦カード
第1試合 S-cup65kg世界トーナメント一回戦 エキスパートクラス特別ルール 3分3R延長1R ※ヒジあり
○  海人 vs.  チョ・ギョンジェ ×
1R 2分16秒終了 KO（2ノックダウン）
海人が準決勝進出
第2試合 S-cup65kg世界トーナメント一回戦 エキスパートクラス特別ルール 3分3R延長1R ※ヒジあり
○  健太 vs.  トレント・ギルダム ×
3R終了 判定2-0（30-29、29-29、29-28）
健太が準決勝進出。
第3試合 S-cup65kg世界トーナメント一回戦　エキスパートクラス特別ルール　3分3R延長1R　※ヒジあり
○  鈴木真治 vs.  アレクセイ・フェドシープ ×
1R 1分24秒 TKO（レフェリーストップ）
鈴木が準決勝進出。
第4試合 S-cup65kg世界トーナメント一回戦　エキスパートクラス特別ルール　3分3R延長1R　※ヒジあり
○  UMA vs.  ランボー・ペットポートオー ×
3R終了 判定3-0（29-28、29-28、29-27）
UMAが準決勝進出。
第5試合 Girls S-cup 2009 トーナメント リザーブマッチ 62kg契約 2分3R・延長2分1R
○  村田聖明 vs.  前口太尊 ×
3R終了 判定3-0（29-28、30-29、30-29）
第6試合 70.0kg契約 SBエキスパートクラス特別ルール　3分3R無制限延長R　※ヒジあり
○  北斗拳太郎 vs.  宍戸大樹 ×
3R終了 判定3‐0（30-29、30-28、30-28）
第7試合 S-cup65kg世界トーナメント準決勝  エキスパートクラス特別ルール 3分3R延長1R ※ヒジあり
○  海人 vs.  健太 ×
3R 42秒　TKO（レフェリーストップ）
第8試合 S-cup65kg世界トーナメント準決勝  エキスパートクラス特別ルール 3分3R延長1R ※ヒジあり
○  鈴木真治 vs.  UMA ×
3R終了 判定2-0（29-29、29-28、29-28）
鈴木が決勝戦行きとなるが、眼窩底骨折でドクターストップ。トーナメント規定により、UMAが決勝戦進出となった。
第9試合 58.0kg契約　SBエキスパートクラス特別ルール　3分3R無制限延長R　※ヒジあり
○  MOMOTARO vs.  笠原弘希 ×
3R終了 判定3-0（30-29、30-29、30-29）
第10試合 63.0kg契約　SBエキスパートクラス特別ルール　3分3R無制限延長R
○  西岡蓮太 vs.  大月晴明 ×
3R終了 判定3-0（28-27、28-26、28-26）
第11試合 SB日本スーパーバンタム級王座決定トーナメント決勝戦　55.0kg契約
SBエキスパートクラスルール　3分5R無制限延長R
○  植山征紀 vs.  笠原友希 ×
3R 56秒終了 TKO（レフェリーストップ）
植山が王座獲得。
第12試合 S-cup65kg世界トーナメント決勝戦  エキスパートクラス特別ルール 3分3R無制限延長R ※ヒジあり
○  海人 vs.  UMA ×
1R 1分22秒終了 TKO（セコンドからタオル投入）
海人S-cup優勝を決める。

### トーナメント表
|  | 1回戦                             | 1回戦     |  |  | 準決勝 | 準決勝 |  |  | 決勝 | 決勝 |
|  |                                   |           |  |  |        |        |  |  |      |      |
|  |                                   |           |  |  |        |        |  |  |      |      |
|  |                                   |           |  |  |        |        |  |  |      |      |
|  | 日本 海人                         | 判定      |  |  |        |        |  |  |      |      |
|  | 日本 海人                         | 判定      |  |  |        |        |  |  |      |      |
|  | 韓国 チョ・ギョンジェ             |           |  |  |        |        |  |  |      |      |
|  | 日本 海人                         | TKO       |  |  |        |        |  |  |      |      |
|  | 日本 海人                         | TKO       |  |  |        |        |  |  |      |      |
|  |                                   | 日本 健太 |  |  |        |        |  |  |      |      |
|  | 日本 健太                         | 判定      |  |  |        |        |  |  |      |      |
|  | 日本 健太                         | 判定      |  |  |        |        |  |  |      |      |
|  | オーストラリア トレント・ギルダム |           |  |  |        |        |  |  |      |      |
|  | 日本 海人                         | TKO       |  |  |        |        |  |  |      |      |
|  | 日本 海人                         | TKO       |  |  |        |        |  |  |      |      |
|  |                                   | 日本 UMA  |  |  |        |        |  |  |      |      |
|  | 日本 鈴木真治                     | TKO       |  |  |        |        |  |  |      |      |
|  | 日本 鈴木真治                     | TKO       |  |  |        |        |  |  |      |      |
|  | キルギス アレクセイ・フェドシープ |           |  |  |        |        |  |  |      |      |
|  | 日本 鈴木真治                     | 判定      |  |  |        |        |  |  |      |      |
|  | 日本 鈴木真治                     | 判定      |  |  |        |        |  |  |      |      |
|  |                                   | 日本 UMA  |  |  |        |        |  |  |      |      |
|  | 日本 UMA                          | 判定      |  |  |        |        |  |  |      |      |
|  | 日本 UMA                          | 判定      |  |  |        |        |  |  |      |      |
|  | タイ ランボー・ペットポートオー   |           |  |  |        |        |  |  |      |      |
|  |                                   |           |  |  |        |        |  |  |      |      |